# Gustav Demmler
Die Firma Gustav Demmler war ein 1867 in Berlin gegründetes Unternehmen zur Herstellung von Luxus- und Spitzenpapier.

## Produkte
Die Firma Gustav Demmler besaß eine monopolähnliche Stellung bei der Herstellung von „Jubilarzahlen“, auf Draht montierter und in Pappe geprägter silber- oder goldfarbener Zahlen. Ebenfalls nahezu keine Konkurrenz gab es bei der Produktion von Tortenspitzen und vielfältigen Dekorationen wie Girlanden oder Spitzendeckchen aus Papier, die unter Kaffeegedecke gelegt wurden.
Der Betrieb befand sich zunächst in der Prinzenstraße 86 in der wachsenden Tempelhofer Vorstadt, an der seinerzeit südlichen Stadtgrenze Berlins. Dort wurde der Sohn des Unternehmensgründers und spätere Fußballspieler Georg Demmler (1873–1931), genannt „Hutti“, geboren. Der Fabrikant zog in den 1880er Jahren um in die Brandenburgstraße 45 (heutige Lobeckstraße). Im Jahr 1901 wurde in die Produktion in die Zossener Straße 31 verlegt.
Eines der Markenzeichen des Unternehmens war „GD dekorativ“, deren Rechte in den 1980er Jahren von einem Unternehmen in Schwaben erworben wurde.
Aus den Adressbüchern geht hervor, dass Gustav Demmler in den 1940er Jahren nicht mehr Spitzenpapier herstellte, sondern Blumenbindereibedarf.

## Staufen-Demmler GmbH & Co. KG
Die „Staufen-Demmler GmbH & Co. KG“ in Wurmlingen (Landkreis Tuttlingen) übernahm 1985 zunächst 50 Prozent, 1995 schließlich die verbliebene Hälfte des Berliner Unternehmens und damit auch das Recht, den Namen „Demmler“ in der Firma fortzuführen.

## Sonstiges
Um das Jahr 1900 gab es eine Papierhandlung und gleichnamigen Verlag Gustav Demmler in Ribnitz, der Ansichtskarten vertrieb.